# Dave Filoni
David „Dave” Filoni (Mt. Lebanon, Pennsylvania, 1974. június 7. –) amerikai rendező, szinkronszínész, televíziós forgatókönyvíró és producer, animátor. Leginkább az Avatár – Aang legendája és a Star Wars: A klónok háborúja című televíziós sorozatok révén ismert, emellett ő alkotta meg a Star Wars: Lázadók valamint a 2018-as Star Wars: Ellenállás című animációs sorozatokat, élőszereplős rendezőként pedig  A Mandalórival debütált 2019-ben.

## Élete
A Pennsylvania-állambeli Mt. Lebanon városkában, Pittsburgh külvárosában született és nőtt fel, itt is érettségizett 1992-ben, majd az Edinboro University-n diplomázott 1996-ban. Édesapja kedvelte a klasszikus zenét, nagyapja és nagybátyja pedig pilóták voltak (utóbbi repülőgépek restaurálásval is foglalkozott): eme örökség visszaköszön Filoni munkásságában.
Dave Filoni a Lucasfilm-es szerződése előtt a Nickelodeon-nál dolgozott, ahol az Avatár – Aang legendája első évadának epizódjait rendezte. 2005-ben került kapcsolatba a Lucasfilmmel, miután részt vett a Star Wars III. rész – A sithek bosszúja bemutatóján, ahol kedvenc szereplőjének, Plo Koon Jedi mesternek öltözött be. Ezután ajánlotta fel neki George Lucas, hogy dolgozzon a cégénél és segítsen egy animációs sorozat megalkotásában. Filoni lett a 2008-ban debütáló Star Wars: A klónok háborúja című egész estés animációs film rendezője, amely az azonos című animációs sorozat felvezetéséül szolgált (ebben tűnt fel először többek között az azóta kultikussá vált Csillagok háborúja-szereplő, Ahsoka Tano, illetve Rex klónszázados is). Filoni az induló sorozat vezető producere lett, emellett ő kölcsönözte az egyik fejvadász, Embo hangját is a sorozatban.
A Klónok háborúja sorozat idő előtt véget ért (habár 2018-ban bejelentették, hogy mégis befejezik az utolsó évadot 2020-ban Filoni vezetésével), miután a Disney felvásárolta a Lucasfilmet 2012 decemberében, Filoni innentől a 2014 őszén bemutatott új animációs sorozaton, a Star Wars: Lázadók-on dolgozott rendezőként és vezető producerként. Ezen állásából 2016-ban távozott, amikor kinevezték a Lucasfilm Animation jövőbeli projektjeinek élére. 2018-ban újabb animációs Csillagok háborúja-szériának, a Star Wars: Ellenállás-nak lett a megalkotója, emellett 2017-től a Star Wars: A sors erői című minisorozat készítői közt is megtalálható.
2019 őszén mutatkozott be a A Mandalóri című élőszereplős Csillagok háborúja-sorozat, melyben az 1; az 5. és a 13. epizódnak volt a rendezője, ezzel élőszereplős rendezőként is bemutatkozhatott, továbbá a széria vezető producere és két (5. és 13.) epizód írója is ő volt, valamint az első és a második évadban is látható volt egy-egy rövid cameoszerepben mint Trapper Wolf, egy új-köztársasági vadászpilóta.
2020 december 11-én jelentette be a Disney és a Lucasfilm, hogy Dave Filoni (és Jon Favreau) további két sorozaton fog dolgozni. Név szerint az Ahsokán és a Rangers of the New Republic-on.
Később, december 18-án tudtuk meg a A Mandalóri 16. Fejezetének stáblista utáni jelenetéből, hogy van még egy sorozat - a Boba Fett könyve - amin Filoni, Favreau és Robert Rodríguez dolgozik.

## Filmográfia

### Élőszereplős
| Év        | Magyar cím                                   | Eredeti cím                                | Feladatkör | Feladatkör | Feladatkör | Feladatkör      | Szerep                    | Magyar hang    | Megjegyzés                                                       |
| Év        | Magyar cím                                   | Eredeti cím                                | Rendező    | Író        | Producer   | Művészi részleg | Szerep                    | Magyar hang    | Megjegyzés                                                       |
| --------- | -------------------------------------------- | ------------------------------------------ | ---------- | ---------- | ---------- | --------------- | ------------------------- | -------------- | ---------------------------------------------------------------- |
| 2015      | Star Wars VII. rész – Az ébredő Erő          | Star Wars: The Force Awakens               | Nem        | Nem        | Nem        | Igen            | Jakkui lakos (hangja)     | Eredeti hang   | Koncepciós rajzoló                                               |
| 2016      | Zsivány Egyes – Egy Star Wars-történet       | Rogue One: A Star Wars Story               | Nem        | Nem        | Nem        | Nem             | Chopper / C1-10P (hangja) | Eredeti hang   | Külön köszönet                                                   |
| 2019–     | A Mandalóri                                  | The Mandalorian                            | Igen       | Igen       | Vezető     | Nem             | Trapper Wolf              | Kapácsy Miklós | Rendezés: 2 epizód Írás: 4 epizód Szereplés: 3 epizód            |
| 2020–     | Disney Galéria / Star Wars: A Mandalóri      | Disney Gallery: Star Wars: The Mandalorian | Nem        | Nem        | Vezető     | Nem             | Önmaga                    | Nincs          | Dokusorozat                                                      |
| 2021–2022 | Boba Fett könyve                             | The Book of Boba Fett                      | Igen       | Igen       | Vezető     | Nem             | Nem szerepelt             | Nem szerepelt  | Rendezés és írás: "6. Fejezet: Feltűnik egy idegen a sivatagból" |
| 2022      | Disney Galéria / Star Wars: Boba Fett könyve | Disney Gallery: The Book of Boba Fett      | Nem        | Nem        | Vezető     | Nem             | Önmaga                    | Nincs          | Dokumentumfilm                                                   |
| 2022      | Obi-Wan Kenobi                               | Obi-Wan Kenobi                             | Nem        | Nem        | Nem        | Nem             | Nem szerepelt             | Nem szerepelt  | Külön köszönet és vezető kreatív tanácsadó                       |
| 2023      | Ahsoka                                       | Ahsoka                                     | Igen       | Igen       | Vezető     | Nem             | Chopper / C1-10P (hangja) | Eredeti hang   | Készítő                                                          |
| 2024      |                                              | Skeleton Crew                              | TBA        | TBA        | Vezető     | TBA             | TBA                       | TBA            |                                                                  |

### Animációs
| Év              | Magyar cím                   | Eredeti cím                 | Feladatkör | Feladatkör | Feladatkör | Feladatkör      | Szerep                                | Magyar hang               | Megjegyzés                                          |
| Év              | Magyar cím                   | Eredeti cím                 | Rendező    | Író        | Producer   | Művészi részleg | Szerep                                | Magyar hang               | Megjegyzés                                          |
| --------------- | ---------------------------- | --------------------------- | ---------- | ---------- | ---------- | --------------- | ------------------------------------- | ------------------------- | --------------------------------------------------- |
| 1997–1999       | Texas királyai               | King of the Hill            | Nem        | Nem        | Nem        | Igen            | Nem szerepelt                         | Nem szerepelt             | Karakter és storyboard művész / asszisztens rendező |
| 1999–2002       | Buli van!                    | Mission Hill                | Nem        | Nem        | Nem        | Igen            | Nem szerepelt                         | Nem szerepelt             | Storyboard művész / asszisztens rendező             |
| 2001            | Az Oblong család             | The Oblongs                 | Nem        | Nem        | Nem        | Igen            | Nem szerepelt                         | Nem szerepelt             | Újrafelvételek / asszisztens rendező                |
| 2002            |                              | Teamo Supremo               | Nem        | Nem        | Nem        | Igen            | Nem szerepelt                         | Nem szerepelt             | Storyboard művész                                   |
| 2003            | Kim Possible                 | Kim Possible                | Nem        | Nem        | Nem        | Igen            | Nem szerepelt                         | Nem szerepelt             | Storyboard művész / felülvizsgálat                  |
| 2003            | Fillmore!                    | Fillmore!                   | Nem        | Nem        | Nem        | Igen            | Nem szerepelt                         | Nem szerepelt             | Storyboard művész                                   |
| 2003–2004       | Lilo és Stitch               | Lilo & Stitch: The Series   | Nem        | Nem        | Nem        | Igen            | Nem szerepelt                         | Nem szerepelt             | Storyboard művész                                   |
| 2004–2005       | Dave the Barbarian           | Dave the Barbarian          | Nem        | Nem        | Nem        | Igen            | Nem szerepelt                         | Nem szerepelt             | Storyboard művész                                   |
| 2005            | Amerikai sárkány             | American Dragon: Jake Long  | Nem        | Nem        | Nem        | Igen            | Nem szerepelt                         | Nem szerepelt             | Storyboard művész                                   |
| 2005            | Avatár – Aang legendája      | Avatar: The Last Airbender  | Igen       | Nem        | Nem        | Igen            | Nem szerepelt                         | Nem szerepelt             | Storyboard művész / karakter tervező                |
| 2008            | Star Wars: A klónok háborúja | Star Wars: The Clone Wars   | Igen       | Nem        | Nem        | Igen            | Nem szerepelt                         | Nem szerepelt             | Fejlesztő művész                                    |
| 2008–2014, 2020 | Star Wars: A klónok háborúja | Star Wars: The Clone Wars   | Felügyelő  | Igen       | Igen       | Igen            | Embo és további szereplők             | Bognár Tamás és továbbiak | Fejlesztő művész                                    |
| 2014–2018       | Star Wars: Lázadók           | Star Wars Rebels            | Felügyelő  | Igen       | Igen       | Igen            | C1-10P / Chopper és további szereplők | Eredeti hang              | Társ-készítő / storyboard művész                    |
| 2017–2018       | Star Wars: A sors erői       | Star Wars Forces of Destiny | További    | További    | Igen       | Igen            | C1-10P / Chopper és egy rohamosztagos | Eredeti hang              | Storyboard művész                                   |
| 2018            |                              | LEGO Star Wars: All Stars   | Nem        | Nem        | Nem        | Nem             | C1-10P / Chopper                      | Nincs                     |                                                     |
| 2018–2020       | Star Wars: Ellenállás        | Star Wars Resistance        | Nem        | Történet   | Igen       | Nem             | Bo Keevil                             | TBA                       | Készítő / fejlesztő                                 |
| 2021–           | Star Wars: A Rossz Osztag    | Star Wars: The Bad Batch    | Nem        | Igen       | Igen       | Nem             | C1-10P / Chopper                      | Eredeti hang              | Készítő / fejlesztő                                 |
| 2022            | Star Wars: Jedihistóriák     | Tales of the Jedi           | Felügyelő  | Igen       | Igen       | Nem             | Nem szerepelt                         | Nem szerepelt             | Készítő                                             |

## Fordítás
- Ez a szócikk részben vagy egészben  a   Dave Filoni című angol Wikipédia-szócikk ezen változatának fordításán alapul.  Az eredeti cikk szerkesztőit annak laptörténete sorolja fel. Ez a jelzés csupán a megfogalmazás eredetét és a szerzői jogokat jelzi, nem szolgál a cikkben szereplő információk forrásmegjelöléseként.